# Pippo Patruno
Giuseppe Patruno, detto Pippo (Monopoli, 22 marzo 1955 – Monopoli, 16 giugno 2023), è stato un artista e docente italiano.
Si è dedicato principalmente alla pittura, con opere che hanno esplorato vari movimenti, tra cui l'astrattismo e l'arte concettuale.

## Biografia
Formatosi presso l'Istituto d'Arte di Monopoli, si è diplomato in Pittura presso l'Accademia di Belle Arti di Bari. Nelle prime esperienze lavorative, partecipa a vari scavi archeologici presso la Basilica Cattedrale di Monopoli (fine Anni '70), alle attività di restauro presso il Museo Archeologico nazionale di Egnazia (1985-1987) e in altre località pugliesi. Questo periodo formativo sarà per lui molto importante, poiché l'essenzialità geometrica delle figure dipinte sui vasi messapici lo ispirerà per molte sue opere.
I suoi primi lavori sono espressionisti, ma è nel 1992 con Tradimensioni improbabili che inizia un percorso pittorico basato sullo studio di varie forme geometriche.
Ha esposto le sue opere nelle principali gallerie italiane, tra le quali la Galleria Marilena Bonomo di Bari, con le mostre personali "Le stanze del giardiniere" (1999) e "Indicativo transitivo" (2005) e presso la quale pubblica i cataloghi "Comporre l'infinito" (1997) e Capoverso (2010). Nel 2011 ha presentato la serie "Edizioni Fuori Tempo" al Padiglione Italia / Regione Puglia nel corso della 54ª Edizione della Biennale di Venezia.
Nelle opere successive sperimenta, con la parola con la parola scritta, opere astratte e concettuali: "Solglass", "I pensieri di Dio" e "Flores" anticipano "Futuro remoto", nel quale la pittura, diventata ormai linguaggio "remoto", è sostituita da installazioni e collage.
Nel corso della sua carriera ha collaborato con artisti italiani e internazionali, tra i quali Sol LeWitt, che ha frequentato presso la Galleria Bonomo. Patruno è stato anche docente, dapprima presso l'Accademia di Belle Arti di Brera a Milano e poi, per oltre 20 anni, presso l'Accademia di Belle Arti di Bari. Le sue opere compaiono in numerosi cataloghi ed in collezioni pubbliche e private.
Nel 2024 nasce l'Associazione Culturale Pippo Patruno, con l'obiettivo di tutelare, valorizzare e rendere fruibile a tutti il suo patrimonio artistico.

## Principali mostre personali
- 1975: "Giuseppe Patruno", Circolo Culturale "L'Ariete", Monopoli
- 1979: "Giuseppe Patruno", Sala Rappresentanza delle Relazioni, Selva di Fasano
- 1982: "Patruno", Galleria Il Traghetto, Venezia
- 1986: "Bambù", Galleria Centrosei, Bari
- 1992: "Tradimensioni improbabili", Chiesa San Martino, Monopoli
- 1995: "Installazioni", Museo Comunale, Praia a Mare (Cs)
- 1995: "Trenta giorni", Associazione Culturale Grafema, Brindisi
- 1996: "Dialoghi", Chiesa Santa Maria Amalfitana, Monopoli
- 1998: "Comporre l'infinito", Associazione Culturale Modì, Bari
- 1999: "Le stanze del giardiniere", Galleria Bonomo, Bari
- 2005: "Indicativo transitivo", Galleria Bonomo, Bari
- 2008: "Artistaastrattistadistratto", Galleria Vialafieracontemporanea, Cisternino (Br)
- 2014: "Flores", EdicolaRara, Terlizzi
- 2019: "Futuro Remoto", Museo Nuova Era, Bari

## Principali mostre collettive
- 1982: "Expo Arte", Spazio Giovani, Fiera del Levante, Bari
- 1982: Chiesa di Santa Maria Amalfitana, Monopoli
- 1983: "Xilografie", Accademia di Belle Arti, Bari
- 1983: "La declinazione", CeSACooP Arte, Barletta
- 1986: "L'Altra Tigre", Santa Scolastica, Bari
- 1987: "Il piccolo principe", Associazione Culturale Italo Francese, Bari
- 1988: "Fase d'Oriente", Palazzo di Città, Corato (Ba)
- 1989: Galleria Marilena Bonomo, Bari
- 1991: "Dissoluzione e risoluzione", Tempio di San Giovanni al Sepolcro, Brindisi
- 1991: "Quattro lustri", Galleria Centrosei, Bari
- 1991: "Emblemi", Chiesa di San Martino, Monopoli
- 1992: "Tavole fuori testo", Galleria Extra, Taranto
- 1993: "La foresta dei sacrilegi", Galleria Corso d'Opera, Bari
- 1993: "Collezione di farfalle", Galleria Roma & Arte, Roma
- 1993: "Carte", Galleria Dino Del Vecchio, Monopoli
- 1994: "In forma di versi", Galleria Neos, Santeramo in Colle
- 1994: "Egovisioni", Galleria Campioli, Monterotondo (Rm)
- 1994: "Artisti per Opening", Accademia Britannica, Roma
- 1994: "Cose", Associazione Culturale "Il Politecnico XX Arte", Roma
- 1994: "Expo Arte", Galleria Bonomo, Fiera del Levante, Bari
- 1995: "Mascherazioni", Galleria Campioli, Monterotondo (Rm)
- 1995: "In punta di piedi", mostra itinerante a Monopoli, Roma, Altomonte (Cs)
- 1995: "Tutte le Madonne del mondo", mostra itinerante a Taormina, Bari, Roma, Brindisi
- 1996: "Expo Arte", Galleria Bonomo, Fiera del Levante, Bari
- 1996: "Art 27'96", Galleria Bonomo, Messe Basel; Basilea (Svizzera)
- 1996: "Artisti alla finestra", Galleria Zelig, Ostuni
- 1996: "Ritorno al mare", omaggio a Pino Pascali, Galleria Zelig, Polignano a Mare
- 1996: "Edition imagination", Alliance Française, Bari
- 1997: "I nodi dell'Arte", Gallerie Zelig e Dordoni, Bari
- 1997: "Arte Fiera", Galleria Bonomo, Bologna
- 1997: "Passo doppio", Galleria "Il Polittico", Roma
- 1998: "Il sogno, il colore, il segno", mostra itinerante presso l'Istituto Italiano di Cultura per la R.A.E., Il Cairo (Egitto) e la Biblioteca Al Assad, Damasco (Siria)
- 1999: "Carte italiane", mostra itinerante, Rappresentanza permanente d'Italia presso l'UE, Bruxelles (Belgio); Galleria Pino Casagrande, Roma
- 2000: "Dentro lo spazio", Luiss Management, Roma
- 2002: "Grandidisegnigrandi", Galleria Bonomo, Bari
- 2002: "La chiave del Duemila", Museo Nuova Era e Associazione Culturale Modì, Bari
- 2002: "Quando l'arte si sposta in un vano scala", Casa Innocenti, Viareggio
- 2004: "Artisti in scatola", Galleria Spaziosei, Monopoli
- 2004: "Cavalli di razza", Galleria Bonomo, Bari
- 2006: "Profumo di donna", Galleria Spaziosei, Monopoli
- 2006: "Il Giardino di Babele", Teatro Kismet, Bari
- 2007: "Corte d'amore", Castello Svevo, Bari
- 2008: "L'Arca", Galleria Bonomo, Bari
- 2009: "1 + 1", Galleria Bonomo, Bari
- 2010: "Extrabilia", installazioni diffuse, Polignano a Mare
- 2011: "Scritture", Galleria Bonomo, Bari
- 2011: "Edizioni Fuori Tempo", "La Biennale" di Venezia - 54ª Edizione, Padiglione Italia / Regione Puglia, Museo Archeologico Santa Scolastica, Bari
- 2014: "Palmitum", Giornate FAI di Primavera, Palazzo Palmieri, Monopoli
- 2015: "Dimensioni parallele", Museo Archeologico, Bitonto (Ba)
- 2015: "Memoria, identità, futuro. Ricordando Hrand Nazariantz", Chiesa Sant'Andrea degli Armeni, Taranto
- 2016: "Iconografia dello spirito", Regione Puglia, MAAAC, Cisternino (Br)
- 2016: "Archeomodernitas", Palazzo dell'Ateneo Università Aldo Moro, Bari
- 2016: "Ragione e sentimento" e "Progetto per una Galleria di Arte Moderna Contemporanea", MAAAC, Cisternino (Br)
- 2016: "Il segno della passione", Accademia di Belle Arti, Bari e Madrid (Spagna)
- 2016: "Di pagina in pagina", Galleria Spaziosei, Monopoli
- 2017: "Us and them. Tra significato e significante", Fondazione Studio Carrieri Noesi, Martina Franca (Ta)
- 2018: "Dimensione fragile", Biblioteca Vallicelliana, Roma
- 2019: "Between two seas", Santa Monica Art Studios, Arena 1 Gallery, Santa Monica (USA)
- 2019: "Se combiner / 2", Alliance Française, Bari
- 2020: "Mascherine d'artista", Museo Pino Pascali, Polignano a Mare
- 2021: "Di luce propria", Fare Futuro, Fiera del Levante, Bari